# Bistum Fort Wayne-South Bend
Das Bistum Fort Wayne-South Bend (lateinisch Dioecesis Wayne Castrensis-South Bendensis) ist eine in den Vereinigten Staaten gelegene römisch-katholische Diözese mit Sitz in Fort Wayne, Indiana.

## Geschichte
Das Bistum Fort Wayne wurde am 8. Januar 1857 durch Papst Pius IX. aus Gebietsabtretungen des Bistums Vincennes errichtet. Am 21. Oktober 1944 gab das Bistum Fort Wayne Teile seines Territoriums zur Gründung des Bistums Lafayette in Indiana ab. Eine weitere Gebietsabtretung erfolgte am 10. Dezember 1956 zur Gründung des Bistums Gary. Am 28. Mai 1960 wurde das Bistum Fort Wayne in Bistum Fort Wayne-South Bend umbenannt.
Das Bistum Fort Wayne-South Bend ist dem Erzbistum Indianapolis als Suffraganbistum unterstellt.

## Territorium
Das Bistum Fort Wayne-South Bend umfasst die im Bundesstaat Indiana gelegenen Gebiete Adams County, Allen County, DeKalb County, Elkhart County, Huntington County, Kosciusko County, LaGrange County, Marshall County, Noble County, St. Joseph County, Steuben County, Wabash County, Wells County und Whitley County.

## Ordinarien

### Bischöfe von Fort Wayne
- John Henry Luers, 1857–1871
- Joseph Gregory Dwenger CPpS, 1872–1893
- Joseph Rademacher, 1893–1900
- Herman Joseph Alerding, 1900–1924
- John Francis Noll, 1924–1956
- Leo Aloysius Pursley, 1956–1960

### Bischöfe von Fort Wayne-South Bend
- Leo Aloysius Pursley, 1960–1976
- William Edward McManus, 1976–1985
- John Michael D’Arcy, 1985–2009
- Kevin Carl Rhoades, seit Januar 2010